# Krec
Krec (произносится: Крек) — российский хип-хоп проект из Санкт-Петербурга, основанный в 2001 году как часть объединения Kitchen Records. Бессменный участник, основной MC и автор большинства текстов — Артём «Fuze» Бровков.
При определении формата песен и музыки Krec журналисты, критики и сами рэперы используют понятие «добрая грусть».

## История

### Первые годы (Fuze иМарат, 2001—2002)
Первоначально Fuze и битмейкер Марат входили в состав группы «Невский бит». Артём Бровков был диджеем, Марат отвечал за продакшн, а в качестве MC выступали Тони Бой и Сэд, игравший также на клавишных. В 2000 году «Невский бит» распался, а Фьюз с Маратом решили продолжать совместное творчество и занялись поиском вокалиста для нового проекта. Но не найдя подходящего MC, Фьюз решил попробовать себя в этой роли. В 2001 году он написал свою первую песню «Бок о бок». С того времени идёт официальный отсчёт существования группы Krec.
В качестве названия проекта было взято сокращение от Kitchen Records («Кухонные записи») — объединения петербургских рэп-музыкантов, которое основали Фьюз и Марат. Первые треки они записывали буквально на домашней кухне в квартире на проспекте Стачек в Санкт-Петербурге. Эта локация будет упомянута в песне «Нежность»: «Как и прежде трамваи бежали в Автово. / Давай, брачо, увидимся завтра мы. / От Ветеранов до Стачек дворами. / Туда, где дым „Винстона“ и буквы из пачек».
В 2002 году на лейбле RAP Recordz выпущен дебютный альбом «Вторжение», состоящий из 17 композиций. В записи приняли участие музыканты Sad и Тони («Невский бит»), Сэт и MaryJane (Краснодар), Лиана, Гари-Мэн, DaBro (Канада) и Method Mr. Al.

### Классическое «трио» (Fuze,АссаииМарат, 2003—2009)
В 2003 году к группе присоединяется Ассаи, бывший участник группы UmBriaco. В том же году, при участии Смоки Мо выходит второй альбом «Нет волшебства». В том же составе ведётся работа над альбомом Смоки Мо «Кара-Тэ». Эти два альбома считаются поворотными в русском рэпе, а данный творческий союз начинают называть «новой питерской волной». В 2009 году издание Colta.ru включает оба эти альбома в список десяти главных пластинок русского рэпа. Однако, спустя некоторое время, сотрудничество Krec со Смоки Мо и UmBriaco прекращается.
Следующий альбом группы Krec «По реке» выходит в 2006 году. Песня «Нежность» из этого альбома попадает в саундтрек к фильму «Питер FM».
После прихода популярности участники под брендом Krec выпускают сольные работы. Сначала это были «Другие берега» Ассаи, далее в 2007 году Фьюз выпускает альбом «Meloman», а через год выходит ещё один альбом Ассаи «Фаталист».
Совместных выступлений группы становится меньше, участники больше времени уделяют сольному творчеству и выступлениям. Летом 2009 года Ассаи официально объявляет об уходе из группы Krec.

### Снова «дуэт» (Fuze иМарат, 2010—2012)
Krec, оставшись в первоначальном составе — MC Fuze и битмейкер Марат — приступают к работе над следующим альбомом. Вышедший в 2010 году альбом «Осколки» продемонстрировал развитие и стремление к новизне. 13 сентября 2012 года выходит альбом «Молча проще», более мрачный, нежели «Осколки», однако сохраняющий узнаваемый стиль Krec.
В конце ноября 2012 года из твиттера Фьюза стало известно, что бессменный битмейкер группы Марат, создавший её фирменный звук, покидает проект.

### В формате «соло» (Fuze, с 2013)
Оставшись в группе один, Артём Бровков приглашает в качестве сессионных музыкантов гитариста Дениса Харлашина и бэк-вокалистку Любовь Владимирову, с которыми даёт концерты и записывает новые песни. В 2014 году выходит альбом «Воздух свободы». Фьюз отходит от хип-хоповых песен. Музыка в альбоме напоминает то «песни под гитару», то блюз. Происходит некоторый возврат в сторону «доброй грусти», звучащей в ранних альбомах группы, однако без присущих им экспериментов с рифмой.
14 апреля 2016 года Krec выпускает альбом под названием «FRVTR 812». Все 15 песен связаны общей темой, посвящённой персонажу по имени Антон, ранее упоминавшихся в альбомах «Нет волшебства» Krec и «Кара-Тэ» Смоки Мо, а также в песнях экс-участника группы Ассаи. В рецензиях отмечалось, что в «FRVTR 812» вернулось классическое звучание Krec начала 2000-х. По словам Фьюза, он писал альбом в течение года, выбирая для этого занятия зимние и осенние дни, чтобы максимально погрузиться в соответствующую атмосферу. Вдохновение рэпер искал на петербургских улицах.
Издание Rap.ru включило работу в список 20 лучших альбомов года, определив ему 16-е место.
Фьюз идёт по знакомому фарватеру – джазовые сэмплы, сложные, запутанные куплеты, клубки из рифм и строчек, припевы часто поются. «Антон болел, февраль, дороги заметало снегом» – такие строчки как будто отбрасывают на десяток с хвостиком лет назад, во времена Kitchen Records. Однако время идёт, Фьюз остался один – и продолжает гнуть свою линию.
 — портал Rap.ru
9 марта 2017 года состоялся релиз альбома «Обелиск 16», в пластинку вошли 16 треков, большинство из которых были презентованы в виде синглов в 2016 году плюс несколько неизданных композиций. Весь материал обрёл второе дыхание благодаря новому сведению.
В 2018 году Fuze выпустил сразу два студийных альбома: в феврале вышел «АТОМ» с «ламповым» звучанием, а в июле — более жёсткий и экспериментальный альбом «HEAD». Работа над ними шла параллельно. Одним из битмейкеров на «HEAD» выступил Dister, ранее написавший всю музыку для альбома «FRVTR 812». Музыкальные издания отметили, что Fuze в этом альбоме продолжил демонстрировать «выдающиеся лирические способности и технику, ориентируясь на более современное звучание».
21 июня 2019 года Krec выпустил альбом под названием «Комиксы». В основу альбома легли сюжеты из повседневной жизни автора, научившегося превращать жизнь в прогулку, а любую возможность пройтись — в целое приключение. В качестве бэк-вокалиста в альбоме спела Stereolyuba. Музыку спродюсировали битмейкеры Dister, Roos, Матвей Рябов и Андрей Кит.

## Состав

### Действующие участники
- Артём «Fuze» Бровков (с 2001 года)

### Бывшие участники
- Алексей «Ассаи» Косов (2003—2009)
- Марат (2001—2012)

## Дискография
Студийные альбомы
- 2002 — «Вторжение»
- 2004 — «Нет волшебства»
- 2006 — «По реке»[18]
- 2010 — «Осколки»
- 2012 — «Молча проще»
- 2014 — «Воздух свободы»
- 2016 — «FRVTR 812»
- 2017 — «Обелиск 16»
- 2018 — «Атом»
- 2018 — «HEAD»
- 2019 — «Комиксы»
- 2022 — «Меланж»
- 2022 — «Калейдоскоп»
- 2024 — «Сухой Закон»
- 2024 — «Куплеты в шкафу»

Совместные альбомы
- 2009 — «Питер-Москва» (Krec & Check)
- 2012 — «Неизданный альбом (2001—2005)» (Krec & Сэт)
- 2017 — Vol.1 NYC (KREC & Лион)
- 2020 — «Москва-1» (KREC & DJ Nik One)
- 2022 — «Уличная классика» (KREC & Хип-Хоп Классика)
- 2022 — «Город Ленина» (KREC & RA FAM)

Сольные альбомы участников
- 2005 — «Другие берега» (альбом Ассаи)
- 2007 — Meloman (альбом Фьюза)[19]
- 2008 — «Фаталист» (альбом Ассаи)

Сборники
- 2004 — Invox (сингл) (Журнал «Invox»)
- 2005 — «Krec представляет: Сборник Лирик»
- 2008 — «Музыка» («2 + 2 = 5», инструментальный альбом)[20]

Сторонние проекты
- 2008 — VA — Instrumental Boutique. Volume 2
- 2014 — XX FAM «Небоскрёб»
- 2020 - XX FAM "Небойзбэнд"

Синглы
- 2014 — «Timeout»
- 2014 — «В одночасье»
- 2014 — «Наедине» (уч. Лиза Small)
- 2016 — «Признание улиц» (уч. Троеразных, Darom & Dabro)
- 2016 — «Неизбежно»
- 2017 — «Размах» (уч. Biggie Mote)
- 2017 — «Небо так любит нас» (уч. Марсель, Юлианна Караулова)
- 2017 — «Пой со мной» (уч. Елена Темникова)
- 2017 — «Колыбельная» (уч. Biggie Mote)
- 2018 — «Быть в игре»
- 2018 — «Свидетели» (уч. Miro)
- 2018 — «Осень» (уч. Bumaje)
- 2019 — «Стены» (уч. Надя Маслова, Сэт)
- 2019 — «Пока горят» (уч. Марсель)
- 2019 — «На подступках»
- 2019 — «Чёрный ноябрь»
- 2019 — «Слишком много» (уч. Gangsburg)
- 2019 — «Книга» (уч. Main)
- 2020 — «Грустный эмоджи» (уч. ChipaChip)
- 2020 — «Inner Urge» (уч. Dizzy Dutch Duck)
- 2020 — «Остаться внутри» (уч. Kristina Si)
- 2020 — «По осени»
- 2020 — «Заложники»
- 2020 — «Росток»
- 2021 — «Двойник» (уч. T.Check)
- 2021 — «Из петли» (уч. LeTai)
- 2022 — «Прекрасное далёко» (уч. LiZReaL)

## Видеография
- 2005 — «Куда уходят корабли»
- 2006 — «Нежность»
- 2008 — «Голос»
- 2008 — «Безразличие»
- 2008 — «Пока я жив я буду помнить» (уч. Check)
- 2008 — «Прости за всё» (уч. Check)
- 2008 — «Листья» (уч. Check)
- 2010 — «Блик»
- 2010 — «Правда улиц»
- 2011 — «Паром через»
- 2011 — «Еле дыша»
- 2011 — «Марафон»
- 2012 — «Как найти себя» (уч. I Diggidy)
- 2012 — «В никуда»
- 2013 — «Свет в конце»
- 2014 — «Воздух Свободы»
- 2016 — «Пломбы»
- 2017 — «В Толпе»
- 2017 — «Стреляй»
- 2017 — «В два счёта» (уч. 7U2E)
- 2017 — «Пой со мной» (уч. Елена Темникова)
- 2018 — «По кругу»
- 2018 — «Небо так любит нас» (уч. Марсель, Юлианна Караулова)
- 2019 — «Бастард»
- 2019 — «Слишком Много» (уч. GANGSBURG)
- 2020 — «Везувий»
- 2020 — «Классика»